# Stan Storimans
Stanislaus „Stan“ Storimans (* 8. Januar 1969 in Tilburg; † 12. August 2008 in Gori) war ein niederländischer Kameramann für RTL Nieuws, der während des Kaukasuskrieges 2008 durch einen russischen Luftangriff ums Leben kam.

## Leben
Storimans war als Kameramann in mehreren Krisengebieten tätig, darunter Afghanistan, Irak, Indonesien, Sri Lanka, DR Kongo und Jugoslawien.
Er war mit Marjolein verheiratet und Vater von zwei Kindern.

## Tod
In der Nacht auf den 12. August 2008 ist Storimans mit seinem Kollegen Jeroen Akkermans von Tiflis nach Gori aufgebrochen, um über die dortige Lage während des militärischen Konflikts zwischen Georgien und Russland zu berichten. In Gori waren zu diesem Zeitpunkt keine Truppen der georgischen Streitkräfte stationiert. Um 8:30 Uhr morgens wurde Storimans in Gori durch einen Luftangriff getötet. Akkermans erlitt durch Granatsplitter Verletzungen an den Beinen und musste in einer Klinik in Tiflis behandelt werden. Beim selbigen Luftangriff starben außerdem mehrere georgische Zivilisten. Storimans war der einzige ausländische Zivilist, der in der fünftägigen militärischen Auseinandersetzung getötet wurde.
Sandra Roelofs, die ursprünglich aus den Niederlanden stammende Ehefrau des damaligen georgischen Präsidenten Micheil Saakaschwili, bot an, bei der Beisetzung Storimans anwesend zu sein. Die Familie des Journalisten lehnte dies allerdings, unter dem Verweis die Zeremonie nicht politisieren zu wollen, ab. Storimans wurde am 21. August in Tilburg bestattet. Die niederländischen Minister Ronald Plasterk und Maxime Verhagen nahmen an der Trauerfeier teil.

## Ermittlungen
Menschenrechtsorganisationen und die niederländische Regierung benannten nach den Geschehnissen Russland als Verantwortlichen. Als Begründung für die Beschuldigung nannte man die Tatsache, dass Raketen, wie sie in jenem Luftschlag verwendet wurden, der Storimans tötete, nur vom russischen Militär verwendet werden. Nach Berichten über den Einsatz von Streubomben wurde der russische Botschafter in den Niederlanden einbestellt. Die Sozialistische Partei rief die Regierung anschließend dazu auf, Russland zum Unterzeichnen der Konvention zum Verbot für Streubomben zu bewegen.
Eine vom niederländischen Außenministerium eingeleitete Untersuchung, deren Bericht im Oktober 2008 veröffentlicht wurde, kam zum Ergebnis, dass russische Kampfflugzeuge den Tod Storimans verschuldet hätten. Der niederländische Außenminister Verhagen nannte die Ergebnisse „sehr schwerwiegend“ und wies darauf hin, dass zu der Zeit des Luftangriffs kein Militärpersonal in Gori stationiert gewesen sei und unschuldige Zivilisten getötet wurden. Russland bestreitet bis heute, in den Tod Storimans involviert gewesen zu sein.
Der Generaldirektor der UNESCO Kōichirō Matsuura verurteilte die Tötung Storimans ebenfalls und verwies auf die völkerrechtliche Verpflichtung, den zivilen Status von Journalisten zu schützen. Er rief die Behörden dazu auf, Ermittlungen einzuleiten.

## Nachwirken
Am 10. Jahrestag von Storimans Tod zeigte RTL Nederland die Dokumentation De zinloze moord op Stan Storimans, in welcher seine Todesumstände rekonstruiert wurden.